# IJsbaan van Nishishunbetsu
De ijsbaan van Nishishunbetsu is een ijsbaan in Betsukai in de prefectuur Hokkaido in het noorden van Japan. De openlucht-natuurijsbaan ligt op 90 meter boven zeeniveau. De ijsbaan is gelegen naast de Betsukai Choritsu Nishishunbetsu Elementary School.
Erkende ijsbanen

Niet-erkende ijsbanen